# Scatella acutipennis
Scatella acutipennis är en tvåvingeart som beskrevs av Harrison 1964. Scatella acutipennis ingår i släktet Scatella och familjen vattenflugor. Inga underarter finns listade i Catalogue of Life.